# Werner Klemperer
Werner Klemperer (ur. 22 marca 1920, zm. 6 grudnia 2000) – amerykański aktor filmowy i telewizyjny.

## Filmografia
seriale
- 1948: The Philco Television Playhouse
- 1955: Navy Log jako Ludwig
- 1963: Bob Hope Presents the Chrysler Theatre jako Pułkownik Wertha
- 1977: Statek miłości jako Pan Perkins
- 1990: Prawo i porządek jako William Unger

film
- 1956: Niewłaściwy człowiek jako Dr. Bannay
- 1958: The High Cost of Loving jako Mr. Jessup
- 1964: Youngblood Hawke jako Pan Leffer
- 1991: The Cabinet of Dr. Ramirez jako Grubas

## Nagrody i nominacje
Został dwukrotnie uhonorowany nagrodą Emmy i trzykrotnie otrzymał nominację do nagrody Emmy. Posiada również gwiazdę na Hollywoodzkiej Alei Gwiazd.